# Aço-liga
Aço-liga é um tipo de aço com a adição de algum elemento químico acima da quantidade de carbono encontrados no aço-carbono comum (até 2,11% de carbono, a qual acima desta quantidade deixaria de ser aço e seria Ferro Fundido ) sendo utilizado com o objetivo de melhorar alguma propriedade física, química ou físico-química, por exemplo, na resistência à abrasão, à corrosão, ao choque, entre outros.
Para qualificar o aço-liga, a ABNT (Associação Brasileira de Normas Técnicas), o aço precisa em uma soma de todos esses elementos, inclusive carbono, silício, manganês, fósforo e enxofre não pode ultrapassar 6%. No caso de elementos como silício, manganês e alumínio, sempre presentes nos aços carbono, os aços são considerados ligados quando seus teores ultrapassarem 0,6%, 1,65% e 0,1%, respectivamente.
Na produção de aço-liga é comum o uso de determinados elementos químicos, com exemplos: o silício, o vanádio, o cobalto, o níquel, o cromo, o tungstênio e o manganês. Dentro das características que alterará entre o aço-carbono comum e o aço-liga pode ter o aumento da resistência, a dureza, resistência ao impacto, as altas temperaturas, a temperabilidade, a resistência a abrasão e a corrosão, sendo estas características estabelecidas de acordo com a concentração deste elemento químico adicionado.

## Aplicações específicas
Dentro das especificações sobre cada tipo de aço-liga, não possível adquirir todas as características que proporcionam vantagens dos aços-liga. Sendo assim, está abaixo a descrição das principais aplicações com custo-benefício no uso diário.

### Boro
O boro é caracterizado por aumentar a temperabilidade. É utilizado para revestimentos de superfície e para retratar o envelhecimento do aço.  Também, quando adicionado em pequenas quantidades, melhora a temperabilidade do aço, diminui a tendência a trincas de têmpera, distorções durante o tratamento térmico e melhora as propriedades de conformação mecânica.

### Cromo
Este elemento químico é conveniente pelo aumento da temperabilidade e para retratar o desgaste e no aumento da dureza. Com estas virtudes é usados em matrizes, rolamentos, limas e ferramentas, aços inoxidáveis, aços-rápidos, lâminas de turbinas e compressores, molas, eixos e hélices de bombas, hastes de válvulas, parafusos, porcas , cutelaria, instrumentos
cirúrgicos, molas, mancais antifricção, tratamento de superfície e outros equipamentos.

### Manganês
Como o manganês ocasiona o aumento da temperabilidade e reduz a temperatura de austenitização, ele é útil na produção de aços-ferramentas, na produção do aço austenitícos. É utilizado na construção de vigas para a construção cívil  e este elemento químico com cromo, formando o aço cromo-manganês é utilizado na parafusos, semieixos, pinos e nas molas semielípticas e helicoidais para veículos. Na necessidade de produção de têmperas é um dos meio mais econômicos e na melhoria da usinabilidade. 

### Níquel

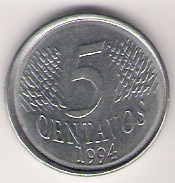
O níquel é utilizado na produção de moedas é importante, pois as moedas são repassadas em muitas mãos diariamente, adicionando ureia nas moedas que ocasiona a corrosão. A combinação entre o aço e o níquel auxilia no retardo da corrosão.

O níquel é utilizado por aumentar dureza do aço, sua resistência ao impacto e ductilidade. É útil na produção de aços inoxidáveis austentíticos e na produção de ligas compostas o aço cromo-níquel-molibdênio, usado para cementação na fabricação
de engrenagens, eixos, cremalheiras, terminais, cruzetas, entre outros (limite de
resistência do núcleo entre 70 e 110 kgf/mm²).
O aço cromo-níquel-molibdênio de média temperabilidade, usado em eixos, pinhões, bielas, virabrequins, chavetas e peças de espessura média. como o aço cromo-níquel-molibdênio para cementação que alia alta temperabilidade e boa tenacidade. Também é usado em coroas, pinhões, terminais de direção, capas de rolamentos (limite de resistência do núcleo entre 80 e 120 kgf/mm²),entre outros  e o aço cromo-níquel-molibdênio de alta temperabilidade é usado em peças de seções grandes como eixos, engrenagens, componentes aeronáuticos e peças para tratores e caminhões.

### Silício
É caracterizado por aumentar a resistência em aços pobres e produz forte dureza, resistência ao desgaste e aos ácidos. Tem boa permeabilidade magnética, por isso é usado  em motores, alternadores, transformadores e outros equipamentos elétrica , tubulações, molas para tratores , caminhões e na produção de ligas de fundição semicondutoras.